# Gesellschaft zur Beteiligungsverwaltung mbH & Co. KG
Gesellschaft zur Beteiligungsverwaltung mbH & Co. KG (скорочено GZBV mbH & Co. KG) — німецька компанія яка володіє та управляє 10,87% акцій Airbus SE також інвестиційними компаніями і банками розвитку Федеративної Республіки Німеччина та федеральних земель Баварії, Бремена, Гамбурга та Нижньої Саксонії.
Компанії та установи федеральних земель внесли свої акції в Galintis GmbH & Co. KG, яка у свою чергу, володіє акціями GZBV разом з KfW. Генеральним партнером товариства з обмеженою відповідальністю є компанія Gesellschaft zur Beteiligungsverwaltung GZBV Verwaltungs-GmbH, єдиним акціонером якої є KfW. Усі три компанії розташовані у Франкфурті-на-Майні та були засновані в грудні 2012 року.